# 하홍태
하홍태(河洪泰, 1777년 ~ 1847년)는 조선 후기의 선비이다.

## 가계
본관은 진주, 자는 이겸(二兼), 휘는 홍태(洪泰) 호는 사함(士涵), 송정 하수일(松亭 河受一)의 후손으로 효자 석계 하세희(石溪 河世熙)의 증손이다. 아버지는 하달중(河達中)이며 어머니는 파평윤씨 윤성(尹惺)의 딸, 연안이씨 이우하(李遇夏)의 딸, 진양정씨 정헌주(鄭憲周)의 딸이다. 공은 진양정씨 소생이다.부인은 태안박씨(泰安朴氏) 인상(鱗祥)의 따님으로 서계 박태무(朴泰茂)의 증손녀이다.
- 아버지 : 하달중(河達中, 1723년 - 1799년)
- 어머니 : 파평윤씨 이윤성(이尹惺)의 딸, 연안이씨 이우하(李遇夏)의 딸, 진양정씨 정헌주(鄭憲周)의 딸
  - 아내 : 태안박씨(泰安朴氏) 인상(鱗祥)의 녀(1774년 - 1816년). 서계 박태무(朴泰茂) 증손녀
  - 형 : 하경태(河慶泰, 1747년 - 1781년)
  - 형 : 하이태(河以泰, 1751년 - 1830년)
  - 누이 : 이윤국(李潤國, 재령인)
  - 누이 : 한응의(韓應儀, 해주인)
  - 누이 : 최상집(崔祥集, 전주인)
  - 누이 : 노일준(盧一俊, 광주인)
  - 누이 : 정영채(鄭榮采, 연일인)
  - 누이 : 김학연(金學鍊, 울산인)
    - 아들 : 하덕현(河悳賢, 1811년 - 1877년)
    - 며느리 : 연일정씨 (1807년 - 1840년)
    - 며느리 : 하동정씨 (1820년 - 1886년)
    - 딸 : 허 락(許 濼, 양천인)
    - 딸 : 허 전(許 佺, 김해인)
      - 손자 : 하두운(河斗運, 1829년 - 1886년)
        - 증손자 : 하재길(河載吉 , 1862년 - 1944년)
        - 증손자 : 하재오(河載五 , 1868년 - 1928년, 청운의 양자로 대를 잇다)
        - 증손자 : 하재우(河載禹 , 1871년 - 1949년, 일명 載周)
        - 증손녀 : 정순섭(鄭淳涉 , 하동인)

      - 손자 : 하성운(河星運, 1845년 - 1910년)
        - 증손자 : 하재호(河載浩 , 1876년 - 1941년, 양자)
        - 증손자 : 하재세(河載世, 1901년)
        - 증손자 : 하재진(河載珍, 1907년))
        - 증손녀 : 이수연(李壽延 , 재령인)
        - 증손녀 : 이삼백(李三伯 , 합천인)

      - 손자 : 하윤운(河允運 , 1849년 - 1889년)
        - 증손자 : 하재동(河載東 , 1887년 - 1949년, 양자)
        - 증손녀 : 김영기(金永基 , 울산인)
        - 증손녀 : 박유재(朴維在 , 밀양인)

      - 손자 : 하석운(河碩運 , 1853년 - 1912년, 일명은 台運)
        - 증손자 : 하재호(河載浩 , 1876년 - 1941년, 성운공의 양자로 대를 잇다)
        - 증손자 : 하재옥(河載玉 , 1881년 - 1950년, 일명은 載洙)
        - 증손자 : 하재동(河載東 , 1887년 - 1949년, 윤운공의 양자로 대를 잇다)
        - 증손녀 : 최현병(崔賢秉 , 전주인)

      - 손자 : 하청운(河淸運 , 1857년 - 1885년)
        - 증손자 : 하재오(河載五 , 1868년 - 1928년, 양자)

      - 손녀 : 박영진(朴榮辰, 태안인)
      - 손녀 : 최제형(崔濟亨, 전주인)

## 생애
1777년(정조)에 출생하여 1847년(헌종)에 별세하였다. 정훈 庭訓에 유염染하여 우애 友愛가 극히 돈독하며 치가 治家함에 법도 法度가 치 治었다 전원 田園에서 종노終老하였다.

## 묘갈명
묘갈명을 찬한 분은 굴천 이일해 선생이다. 묘하에 석비와 함께 갈명이 있다.
사함 하공께서 돌아가신 지 이미 백여 년의 세월이 흘렸다. 주손 선진씨가 여러 족제들과 의논하여 공의 묘 아래 비석을 세우기로 하고, 당제 천진씨와 재당제 몽진씨를 시켜 나에게 와서 명을 청하여 새기도록 하고는, 이르기를 “부군은 석계공의 증손이시며, 송정 선생과는 7대 떨어졌습니다. 송정 선생은 남명의 경의학을 전수받으셨으며 석계공은 효도로 정문(旌門)을 받으셨습니다. 그러므로 우리 하씨의 학문과 효우가 집안에 오로지 전수되는 중요한 말씀이 된 것은 두 선조가 있었기 때문입니다.” 그러나 후손 사이에 학문은 다른 사람들보다 못하지 않을 수 없고, 부군처럼 효우는 오히려 의연히 지키고 있는데, 어찌 효우를 지키면서 학문을 본받지 않음이 그 가운데 안 들어 있을 수 있겠습니까?
부군은 형제 가운데 가장 어렸는데, 분가하는 날 소현에 집을 정하였습니다. 소현의 집과 사곡의 세장은 일 리 정도 떨어져 있었는데, 아침저녁으로 왕래하며 어버이를 살피고 마음이 멀어진 적이 없었습니다. 큰형은 일찍 돌아가시자 둘째형을 큰형으로 보고 섬겼습니다. 스스로 사함이라고 서명한 것은 아마도 사랑하는 사람이 사곡에 있어 사모한다는 뜻으로 지은 것 같고, 둘째형이 호를 함와라고 한 것은 또 특히 대비시켜 거론한 것 같습니다. 다행히 그대가 이로써“부군의 명(銘)을 짓는 것은 어떠하겠습니까?” 하였다. 전해오며 칭송받는 선조들의 미덕이 있는데도 모르는 것은 불명이다. 지금 공이 숨은 미덕이 있고 선진씨가 능히 아는 것이 이렇게 명백하니, 내가 어찌 학문이 없다 하여 사양할 수 있겠는가.
공의 휘는 홍태 자는 이겸이다. 하씨가 진양을 관향본으로 하는 것은 시조 시랑공 휘 공진으로부터이고 대대로 현달하였다. 조부는 휘 윤청이고, 부친은 휘 달중이시다. 모친은 파평윤씨와 연안이씨와 진양정씨 세분이신데 공은 진양정씨 태생이다. 정조 정유년에 태어나셔서 순조 정해년 7월 13일 졸하셨다. 묘는 소현 남산갑좌에 있다. 부인은 태안박씨 인상의 따님이신데 아드님 덕현 한분과 양천 허락과 김해 허전에게 시집간 따님 두분을 두셨다. 덕현은 두운, 성운, 윤운, 석운, 청운을 두었고, 두운은 재길, 양자로 간 재오, 재우를 두었다. 성운은 재호, 재세, 재완을 두었으며, 윤운은 재동을 양자로 삼았다. 석운은 재옥, 양자로 간을 재동을 두었다. 청운은 재오를 양자로 삼았다. 재길은 선진, 우진을 두었고, 재우는 천진, 동진, 상진, 림진을 두었다. 재호는 순진을 두었다. 재세는 문진, 석진, 국진, 성진을 두었다. 재완은 기진을 두었다. 재동은 덕진, 몽진, 봉진, 성진을 두었고 재옥은 성진, 창진을 두었다. 재오는 태진, 락진, 판진, 도진, 수진을 두었다. 오대이하는 더욱더 번성해서 한 집안에 식구가 수십 명에 이르기도 하고 수백 명에 이르기도 하였으니 공의 내실과 행실이 순일한 경지에 이르지 않았다면 어찌 이와같을 수 있겠는가? 이에 명을 짓는다.
이미 효성스럽고 또한 우애 있으며,
학문에서도 드러남이 있어서,
부끄러움이 없었으니,
그 자손의 번창함이 당연한 것이다.
계묘년 월 일
재령 이일해

### 원문
士涵公墓碣銘
士涵河公旣沒之百有餘年 胄孫善鎭氏 與諸族議立一石其墓下 使堂弟千鎭再堂弟夢鎭來余請銘以鐫曰府君石溪公之曾孫 而於松亭先生間七代 松亭先生得南冥敬義之學 石溪公以孝蒙旌 故吾河之以問學孝友爲家世單傳旨訣由有二祖也 然後承間有問學不能不遜於餘人 而孝友却守之自如如府君者 盖孝友守而問學之效未爲不在其中矣 府君在兄弟爲最少析箸之日卜宅所峴所峴距士谷世莊遠里餘朝夕往還省親 心未嘗有其遠也 長兄早妖事仲兄視長兄 其自署士涵 似若爲親在士谷而慕之 而仲兄號涵窩則又特帶擧耳 幸子之以是銘府君也如何 傳稱祖先有美而不知不明也 今以公之有隱美而善鎭氏能知之爲明如是 余其何以不文辭諸公諱洪泰子二兼河氏貫晋陽自始祖侍郞諱拱辰世顯達祖諱胤淸考諱達中妣坡平尹氏延安李氏晋陽鄭氏公鄭氏出也.生正祖丁酉卒純祖丁亥七月十三日墓在所峴南山甲坐之原 配泰安朴氏麟祥女生一男悳賢二女適陽川許濼金海許佺悳賢生斗運星運允運碩運淸運斗運生載吉載五出載禹星運生載浩載世載珍允運系子載東碩運生載玉載東出淸運系子載五載吉生善鎭宅鎭載禹生千鎭東鎭相鎭琳鎭載浩生順鎭載世生汶鎭奭鎭國鎭盛鎭載珍生 沂鎭載東生德鎭夢鎭鳳鎭星鎭載玉生聖鎭昌鎭載五生泰鎭洛鎭判鎭棹鎭守鎭 五世以下益蕃衍 爲戶 至累十爲口 至累百 可謂盛矣 噫 豈非公內行醇至 有以致此哉 銘曰
旣孝旣友徵於問學無愧忸是宜有其後之昌阜 歲癸卯至月日

## 묘소
묘소는 진주시 수곡면 사곡리 소현동 좌강 갑좌에 있다.

## 문헌
재령 이일해가 지은 묘갈명이 굴천집과 진양하씨대종문헌록에 수록되어 있다. 진주통지 인물편에 이름이 올랐다

## 재실
방산재는 사함공 이하 선조를 배향하는 재실이다. 진주수 수곡면 사곡리 소현동에 있으며, 창산 성환혁이 지은 기문이 있고 우정집과 진양하씨대종문헌록에 수록되어 있다.

## 같이 보기
- 사함공묘갈명
- 방산재
- 하달중